# منتخب تونس تحت 20 سنة لكرة الطائرة للسيدات
منتخب تونس تحت 20 سنة لكرة الطائرة للسيدات (بالفرنسية: Équipe de Tunisie féminine des moins de 20 ans de volley-ball)‏ هو ممثل تونس الرسمي في المنافسات الدولية في كرة طائرة في فئة كرة الطائرة للسيدات تحت 20 سنة.
تشرف عليه الجامعة التونسية للكرة الطائرة (FTVB).